# 7. oktober
7. oktober er dag 280 i året i den gregorianske kalender (dag 281 i skudår). Der er 85 dage tilbage af året.
Amalies dag. Det er ikke et helgennavn, og det er usikkert, hvilken Amalie, dagen er opkaldt efter.
Solen står op kl. 06.25 og går ned 17.29.

### Begivenheder
Født - Dødsfald
- 1477 - Uppsala universitet grundlægges som det ældste universitet i Skandinavien.
- 1571 - Slaget ved Lepanto i den Korintiske Bugt i Grækenland udkæmpes. Det var det største søslag siden oldtiden. Med en spansk-pavelig flåde besejrer Juan de Austria osmannerne, hvorefter Spanien for en kort periode bliver havets stormagt. 30 - 40.000 mennesker bliver dræbt under søslaget.
- 1777 - I USA's uafhængighedskrig (startet to år tidligere), lider England ved Saratoga det afgørende nederlag til de 13 kolonier - krigen slutter dog først i 1783. Slaget ved Saratoga ændrer Frankrigs holdning, og franskmændene går ind på hemmeligt at støtte amerikanerne med penge og våben.
- 1870 - Under Den fransk-preussiske krig undslipper den franske politiker Léon Gambetta den tyske belejring af Paris, da han forlader byen med en varmluftsballon.
- 1919 - Det nederlandske luftfartsselskab KLM grundlægges. Det er det ældste luftfartsselskab i verden, der stadig flyver under det oprindelige navn.
- 1933 - Air France stiftes ved en fusion mellem fem franske luftfartsselskaber.
- 1949 - Den Tyske Demokratiske Republik (DDR) oprettes i den sovjetiske besættelseszone i Østtyskland.
- 1950 - Den kinesiske folkehær invaderer Qamdo i Tibet.
- 1952 - Bernard Silver og Norman Joseph Woodland får patent på stregkoden.
- 1959 - Den sovjetiske månesonde Luna 3 sender de første billeder af Månens bagside til Jorden.
- 1970 - Det danske justitsministerium afviser et Interpol-ønske om at stoppe den danske eksport af porno. Pornoeksporten indbringer årligt omkring 200 millioner kr.
- 1982 - Musicalen Cats har premiere på Broadway og starter dermed sin næsten atten år lange spilleperiode.
- 1985 - Fire palæstinensiske terrorister fra PLO kaprer det italienske krydstogtskib Achille Lauro i Middelhavet og tager 440 mennesker som gidsler med krav om, at Israel skal frigive 50 fanger i bytte med gidslerne. To dage senere giver kaprerne op, men da var ét gidsel blevet dræbt. Kapringen af Achille Lauro var den største af sin slags.
- 1989 - På en kongres opløser Ungarns regerende kommunistparti sig selv og danner et nyt parti - Ungarns Socialistiske Parti. Det nye parti bekender sig til parlamentarisk demokrati og markedsøkonomi og lover at respektere borgernes rettigheder.
- 1996 - Fox News Channel sender for første gang i USA.
- 2001 - En amerikansk ledet koalition angriber Afghanistan for at sætte afghanske kampfly og antiluftskyts ud af spillet samt angribe Osama Bin Ladens træningslejre i landet. Bin Laden menes at opholde sig i Afghanistan, hvor han har flere terrorist-træningslejre. To måneder senere falder Taleban-styret i Afghanistan, men Osama Bin Laden undslipper.
- 2007 - Dronning Margrethe besøger Sydkorea.
- 2023 - Hamas angriber Israel, hvilket starter Israel-Hamaskrigen 2023.

### Født
- 1471 - Frederik 1., dansk-norsk konge (død 1533).
- 1748 - Karl 13., svensk konge (død 1818).
- 1797 - Peter Georg Bang, dansk politiker, statminister og jurist (død 1861).
- 1810 - Peter Faber, dansk digter og telegrafdirektør (død 1877).
- 1885 - Niels Bohr, dansk atomfysiker og modtager af Nobelprisen i fysik (død 1962).
- 1898 - Alex Suhr, dansk skuespiller (død 1964).
- 1900 - Heinrich Himmler tysk nazist og leder af SS (død 1945).
- 1909 - Agnete Bræstrup, dansk læge (død 1992).
- 1912 - Fernando Belaúnde Terry, tidligere præsident af Peru (død 2002).
- 1924 - Tørk Haxthausen, dansk forfatter og filminstruktør (død 2012).
- 1931 - Desmond Tutu, sydafrikansk ærkebiskop og modtager af Nobels fredspris (død 2021).
- 1940 - Claus Jacobsen, dansk journalist.
- 1943 - Oliver North, amerikansk marinesoldat og politiker.
- 1946 - Jørn Faurschou, dansk skuespiller og instruktør.
- 1951 - John Cougar Mellemcamp, amerikansk sanger.
- 1952 - Vladimir Putin, russisk politiker og præsident.
- 1968 - Thom Yorke, forsanger og guitarist i Radiohead.
- Ukendt årstal - Lino Ieluzzi, italiensk modefænomen

### Dødsfald
- 1571 - Dorothea af Sachsen-Lauenburg, dansk dronning (født 1511).
- 1849 - Edgar Allan Poe, engelsk forfatter (født 1809).
- 1947 - Svend Borberg, dansk redaktør, kritiker og forfatter (født 1888).
- 1972 - Erik Eriksen, dansk statsminister (født 1902).
- 1994 - Niels K. Jerne, dansk læge og biolog (født 1911).
- 2006 - Anna Politkovskaja, russisk journalist (født 1958) - myrdet.
- 2006 - Christian Lillelund, direktør, tidligere chefredaktør for Dagbladet Børsen (født 1935).
- 2009 - Poul Anker Bech, dansk billedkunstner (født 1942).
- 2011 - Ramiz Alia, tidligere præsident af Albanien (født 1925).
- 2012 - Ivo Michiels, belgisk forfatter (født 1923).
- 2013 - Patrice Chéreau, fransk filminstruktør (født 1944).
- 2015 - Bent Rold Andersen, dansk politiker (født 1929).

|  | Denne datoartikel kan blive bedre, hvis der indsættes et (bedre) billede Du kan hjælpe ved at afsøge Wikimedia Commons for et passende billede eller uploade et godt billede til Wikimedia Commons iht. de tilladte licenser og indsætte det i artiklen. |